# Viaduc de Beaufeuillage
Le pont dit viaduc de Beaufeuillage, est construit, à Binic au début du XXe siècle, par l'ingénieur en chef Louis Harel de la Noë pour le compte des chemins de fer des Côtes-du-Nord. Il est utilisé par la ligne de Saint-Brieuc à Plouha jusqu'à l'arrêt du trafic ferroviaire.

## Description
Le pont possède « sept arches de plein cintre de 6 mètres » de large. Les piles sont à « section évidée en double T » avec des tranches de béton armé recouvertes par un décor en brique. Le tablier est en béton armé, les trottoirs en encorbellement et les garde-corps constitués de béton armé et briques. Il est situé à quelques dizaines de mètres du viaduc de la Hasée.

## Fonction
Depuis le déclassement de la voie de chemin de fer qui l'utilisait, le viaduc de Beaufeuillage n'a plus de fonction et son accès est interdit. Il appartient au département des Côtes-d'Armor.